# Wadham College
Das Wadham College ist eines von 39 konstituierenden Colleges der University of Oxford in England. Es wurde 1610 von Dorothy Wadham nach dem Willen ihres verstorbenen Mannes Nicholas Wadham (1531–1609), einem Mitglied einer alten Familie aus Devon und Somerset, gegründet.
Das Hauptgebäude, ein bemerkenswertes Beispiel jakobinischer Architektur, wurde von dem Architekten William Arnold entworfen und zwischen 1610 und 1613 errichtet. Angrenzend an das Hauptgebäude befinden sich die Wadham Gardens.
Wadham zeichnet sich als liberales und progressives College aus, dessen Ziel es ist, die Vielfalt seiner Studentenschaft und eine freundliche Atmosphäre zu bewahren. Ursprünglich als College für Männer gegründet, nahm es 1974 als eines der ersten Colleges Frauen auf. Wadham besitzt einen Ruf als Förderer der Rechte von Homosexuellen. Seit 2011 veranstaltet das College die Queer Week, ein Festival der sexuellen Vielfalt und Individualität, und war eines der ersten Colleges, welches die Regenbogenfahne hisste.
Wadham ist eines der größten Colleges der Universität Oxford mit etwa 460 Studenten, 180 Doktoranden und 65 Fellows.
Im Jahr 2018 verfügte das College über ein geschätztes finanzielles Vermögen von 107 Mio. £ und belegte 2014/2015 den 3. Platz in der Norrington-Tabelle, einer Rangliste, welche die Oxford Colleges nach ihrer akademischen Leistung einstuft.

## Geschichte

### 17. Jahrhundert

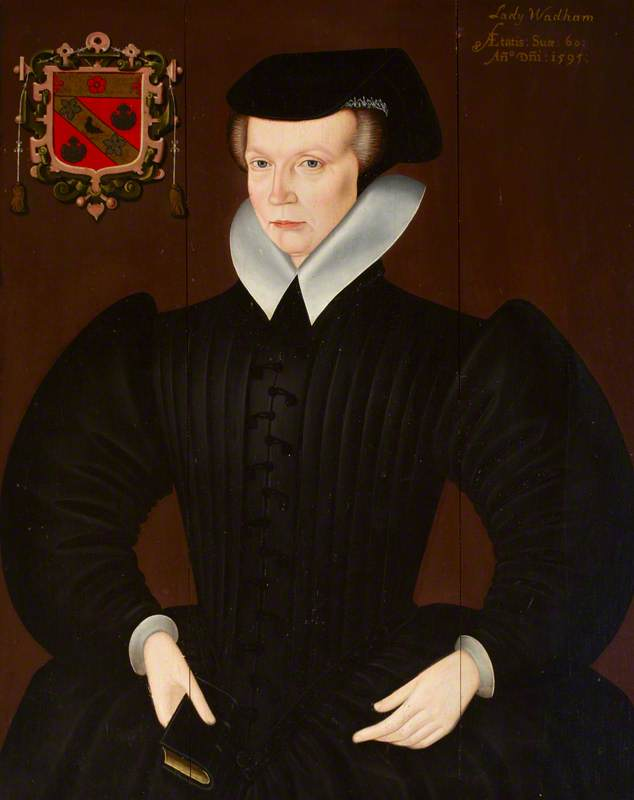
Dorothy Wadham (ca. 1535 – 1618), Gründerin des Wadham College

Dorothy Wadham verwandte das ihr zum Zweck der Einrichtung eines Colleges in Oxford hinterlassene Vermögen zweckgerichtet und erreichte innerhalb von vier Jahren, dass sowohl obrigkeitliche als auch kirchliche Genehmigungen erteilt wurden. Im gleichen Zeitraum kaufte sie die Grundstücke für die Collegebauten und beauftragte den in Somerset bekannten Architekten William Arnold mit der Planung und Bauausführung. Des Weiteren ließ sie die Statuten des Colleges ausarbeiten und bestellte den ersten Leiter des Colleges, den Warden, Lehrkräfte (Fellows und Scholars) und das Personal einschließlich des Kochs. Bis zu ihrem Tode 1618 übte die Bauherrin eine strenge Kontrolle über ihr College und seine Finanzen aus.

### 1938–1970
Maurice Bowra war von 1938 bis 1970 Warden des Colleges und an der Formierung des offenen und meritokratischen Charakters des Colleges beteiligt. Er war bekannt für seine Gastfreundschaft, aber auch seinen bissigen Humor und Anekdoten. Eine Statue von Bowra befindet sich im College Garten, und das Bowra-Gebäude des Colleges wurde 1992 nach ihm benannt.

### 1970–Heute
1974, nach mehr als dreieinhalb Jahrhunderten als reine Institution für Männer, gehörte Wadham zu den ersten von fünf rein männlichen Colleges in Oxford, die Frauen als vollständige Mitglieder zuließen. Die anderen Colleges waren Brasenose, Jesus, Hertford und St. Catherine.
Wadham hat den Ruf die Rechte von LGBT-Personen zu unterstützen, unter anderem auch weil es Gastgeber des Queerfest ist. Im Jahr 2011 war Wadham das erste Oxbridge College, das im Rahmen seiner jährlichen Queerweek, die Regenbogenfahne zur Unterstützung der Gleichstellung hisste. Die Regenbogenfahne weht jedes Jahr im Februar über Wadham, um den LGBT History Month zu markieren.
Das College besteht heute aus etwa 65 Fellows, 240 Postgraduierten und etwa 480 Studierenden im Grundstudium. Der derzeitige Warden ist Kenneth Macdonald, ein Mitglied des House of Lords und ehemaliger Direktor der Staatsanwaltschaft (Director of Public Prosecutions). Macdonald trat im Jahr 2012, nach der Pensionierung seines Vorgängers Neil Chalmers, sein Amt als Warden an.

## Gebäude und Gelände

### Innenhöfe

#### Front Quad

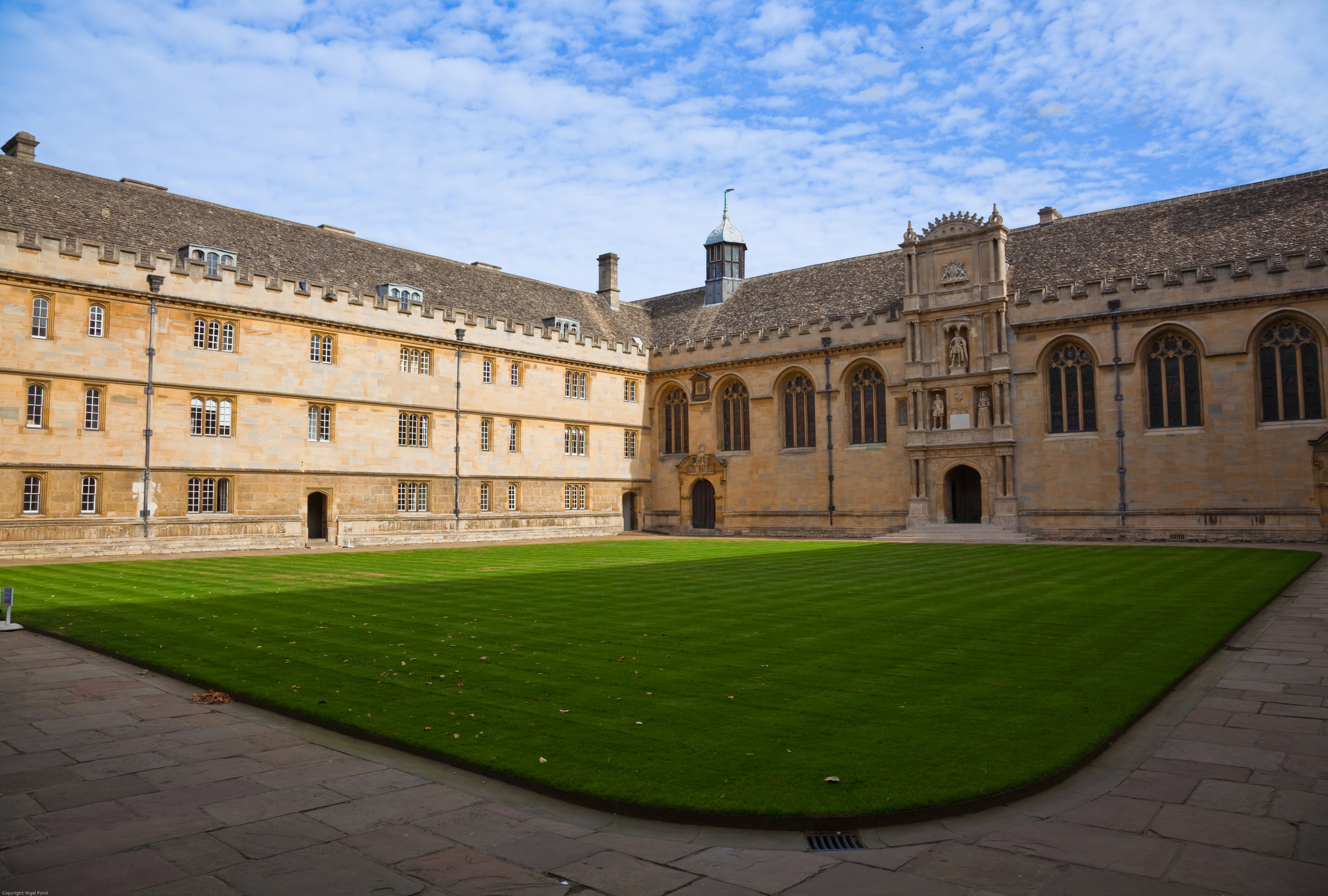
Wadham Front Quad

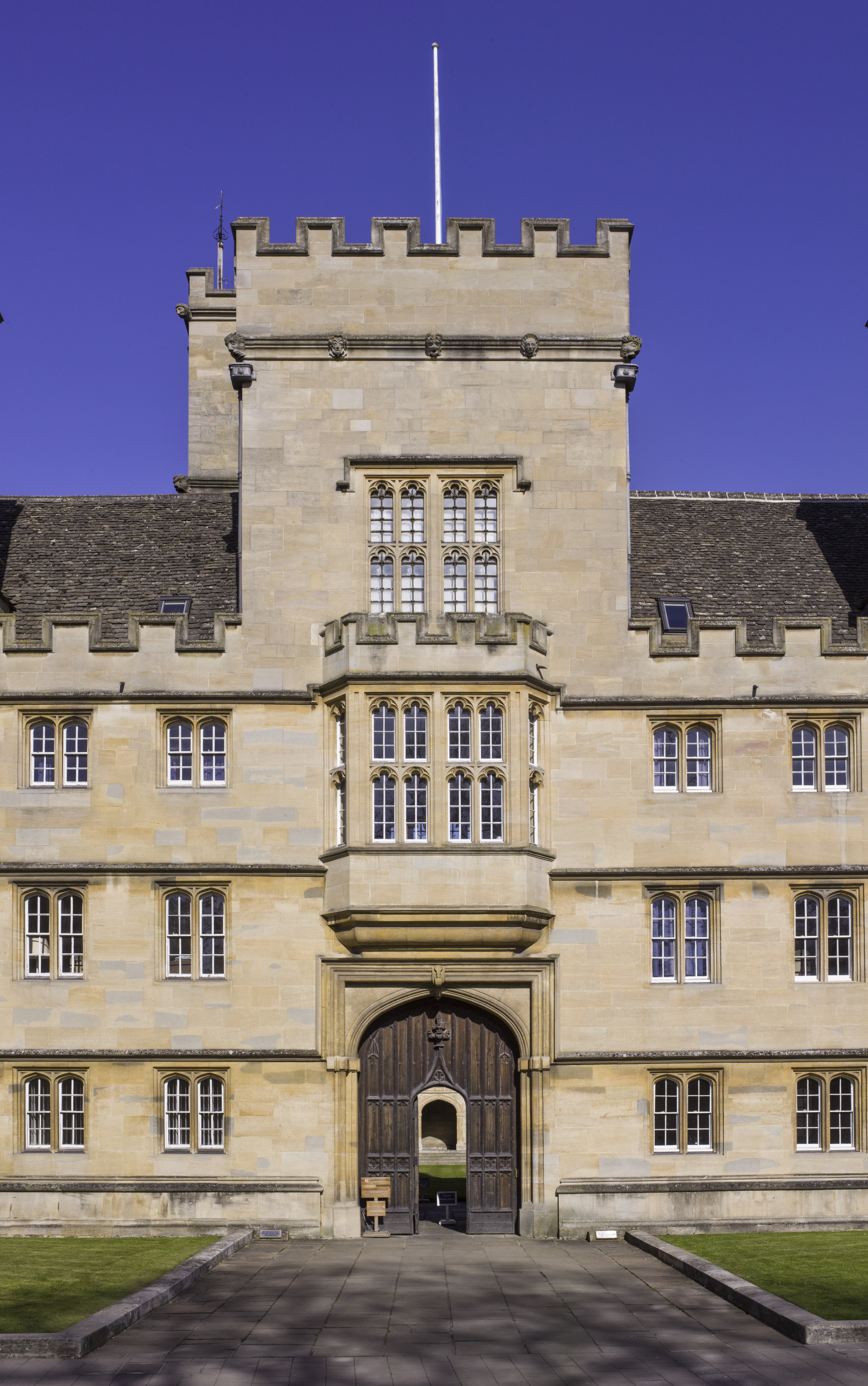
Wadham College Eingang

Wadhams vorderer Innenhof (Front Quad), der bis Mitte des 20. Jahrhunderts fast das gesamte College bildete, dient als ein frühes Beispiel für den Stil der jakobinischen Gotik, der für viele Gebäude der Universität übernommen wurde. Das Hauptgebäude wurde von 1610 bis 1613 als zusammenhängendes Gebäude errichtet. Der Architekt William Arnold war auch für das Montacute House und das Dunster Castle in Somerset verantwortlich und war am Bau der Cranborne Manor in Dorset für Robert Cecil, 1. Earl of Salisbury, beteiligt.
Der Stil des Gebäudes repräsentiert traditionelle Oxford-Gotik, die durch klassische dekorative Details modifiziert wurde, insbesondere durch die Statuen von Jakob I. und der Gründer des Colleges, die den Besuchern beim Betreten des Colleges unmittelbar gegenüberstehen. Bemerkenswert ist auch die Symmetrie des Hauptgebäudes. Der zentrale Innenhof war ursprünglich durchgehend geschottert. Der heutige Rasen wurde im Jahr 1809 angelegt. Das College wurde in den 1960er Jahren renoviert, und ein Großteil des vorderen Innenhofes wurde weiter restauriert.

#### Back Quad
Im 18. und 19. Jahrhundert wurden begrenzte Ergänzungen vorgenommen, darunter ein umgebautes Lagerhaus, in dem ursprünglich Bibeln aufbewahrt wurden. Das Back Quad wurde bei einer Reihe von Erweiterungen seit 1952 geschaffen und befindet sich zwischen dem Front Quad under der Holywell Street. Um den Innenhof zu schaffen, wurden Häuser aus dem 17. und 18. Jahrhundert sowie mehrere moderne Gebäude verwendet.

#### Bar Quad
Der kleine Innenhof, der vom JCR-Gemeinschaftsraum, einer Wohnblock aus den 1950er Jahren, dem Holywell Music Room und dem Bowra-Gebäude umschlossen wird, war unter Studenten auch als „Ho Chi Minh-Quad“ bekannt. Der Innenhof wurde zu Ehren des vietnamesischen Revolutionsführers Ho Chi Minh benannt und es wird angenommen, dass dieser Name in der Zeit des Studentenradikalismus der 1960er Jahre entstanden ist. Das Quad wird für Krocketspiele verwendet.

## Einrichtungen

### Kapelle

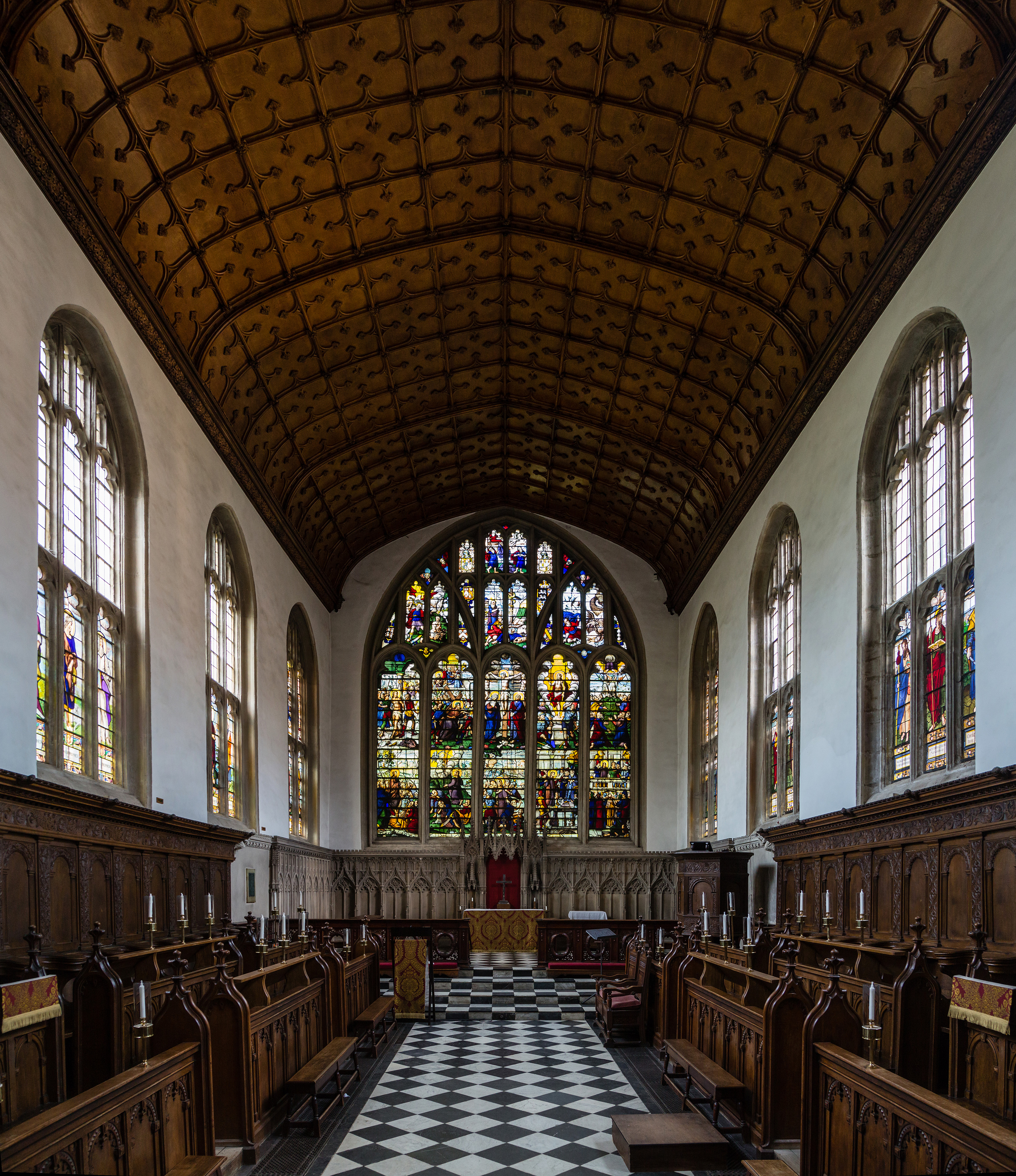
College-Kapelle

Die im jakobinischen Stil errichtete Kapelle des Wadham College ist Teil einer der ursprünglichen College-Gebäude. Der Lettner wurde von John Bolton geschnitzt, der auch den Lettner des Speisesaals hergestellt hat. Ursprünglich umrahmten jakobinische Holzarbeiten die ganze Kapelle bis 1832 ein Steinaltar am östlichen Ende der Kapelle installiert wurde. Das Ostfenster wurde 1621 von Bernard van Linge angefertigt und zeigt Szenen aus der Passion Christi. Der Name des Glaser für die Darstellung von Christus und den Aposteln auf der Südseite der Kapelle ist unbekannt.
In der Vorhalle der Kapelle befindet sich ein Denkmal für John Portman, der 1624 als neunzehnjähriger Student starb. Ein weiteres Denkmal in Form eines Stapel Bücher erinnert an Thomas Harris, einen der ersten College Fellows, der 1614 im Alter von 20 Jahren starb. Die Orgel in der Kapelle stammt aus dem Jahr 1877. Sie ist eines der wenigen Instrumente von Henry Willis, einem viktorianischen englischen Orgelbauer, die noch heute in der originalen Stimmlage seiner Bauzeit erklingt.

### Speisesaal

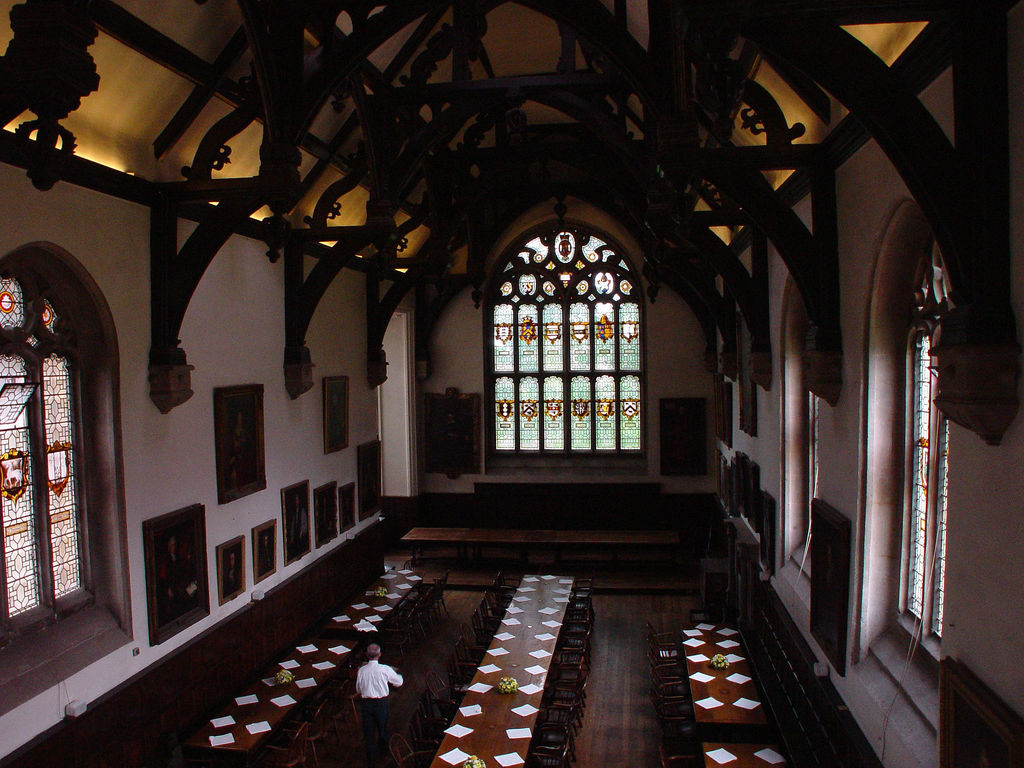
Speisesaal von Wadham

1898 war die Speisehalle von Wadham die drittgrößte unter den Oxford Colleges, nach Christ Church und New College. Die Halle zeichnet sich durch sein großes Hammerbalken-Gewölbe und jakobinischen Holzvertäfelung aus. Die Porträts zeigen Abbildungen der Gründer des Colleges und angesehener Mitglieder des Kollegiums. Das große Porträt in der Galerie zeigt Lord Lovelace, der während der Glorious Revolution von 1688 Oxford für Wilhelm III. hielt. Die Inschrift dokumentiert seine Rolle bei der Befreiung Englands „von Papsttum und Sklaverei“.

### Bibliothek
Die Ferdowsi Library (ehemals Ashraf Pahlavi Library) ist eine auf persische Literatur, Kunst, Geschichte und Kultur spezialisierte Bibliothek. Es umfasst ungefähr 3500 Bände, 800 Manuskripte, 200 Lithographien auf Arabisch und Persisch und 700 seltene und frühe armenische Bücher, von denen die meisten von Caro Minasian gestiftet wurden.
Ende der 1960er Jahre akzeptierte Maurice Bowra, Präsident der British Academy und einer der ersten Mitbegründer des British Institute of Persian Studies (BIPS), eine Spende für den Bau einer neuen Bibliothek in Wadham, deren Schwerpunkt auf Persisch liegen würde. Seitdem wurde eine besondere Beziehung zwischen Wadham und dem Iran hergestellt. Das Bibliotheksgebäude wurde ursprünglich durch Spenden der damaligen iranischen Herrscherfamilie, der Pahlavi-Dynastie, finanziert. Die Mittel wurden von Fellow und Tutor für Wirtschaftswissenschaften, Eprime Eshag, gesichert. Das Gebäude mit den dazugehörigen Wohnblöcken wurde vom Architekturbüro Gillespie, Kidd & Coia entworfen.

### Holywell Music Room
Auf dem College-Gelände befindet sich der Holywell Music Room. Es ist einer der ältesten, zweckgebaute Konzertsaal in Europa und damit einer der ersten in England. Das Gebäude wurde vom damaligen Vize-Rektor der St Edmund Hall, entworfen und im Juli 1748 eröffnet. Der Innenraum wurde in nahezu originalgetreuer Nachbildung restauriert und enthält die einzige erhaltene Donaldson-Orgel, die 1790 von John Donaldson erbaut und 1985, nach seiner Restaurierung, installiert wurde.
Der Holywell Music Room wurde als Aufführungsort von Komponisten wie Joseph Haydn und Georg Friedrich Händel verwendet.

## Bemerkenswerte Persönlichkeiten

### Absolventen
- Monica Ali, britische Schriftstellerin.
- Robert Blake, englischer Admiral.
- Alan Bullock, Historiker.
- Cecil Day-Lewis, Poet Laureate.
- William Fox, neuseeländischer Premierminister des 19. Jahrhunderts.
- Abdul Halim Mu’adzam Shah (1927–2017), malaysischer Wahlkönig.
- William Walsham How, anglikanischer Bischof, Kirchenlieddichter.
- Felicity Jones, englische Schauspielerin.
- Michael Kenyon, Schriftsteller.
- Graham Moore (* 1981), Schriftsteller.
- Iain Pears, Schriftsteller.
- Rosamund Pike (* 1979), englische Schauspielerin.
- Ben Rice (* 1972), Schriftsteller.
- Marcus du Sautoy, Mathematiker,
- Wasim Sajjad, pakistanischer Politiker.
- Frederick Edwin Smith, 1. Earl of Birkenhead, britischer Politiker.
- Rowan Williams, Erzbischof von Canterbury.

Bemerkenswerte Alumni des Wadham College beinhalten:
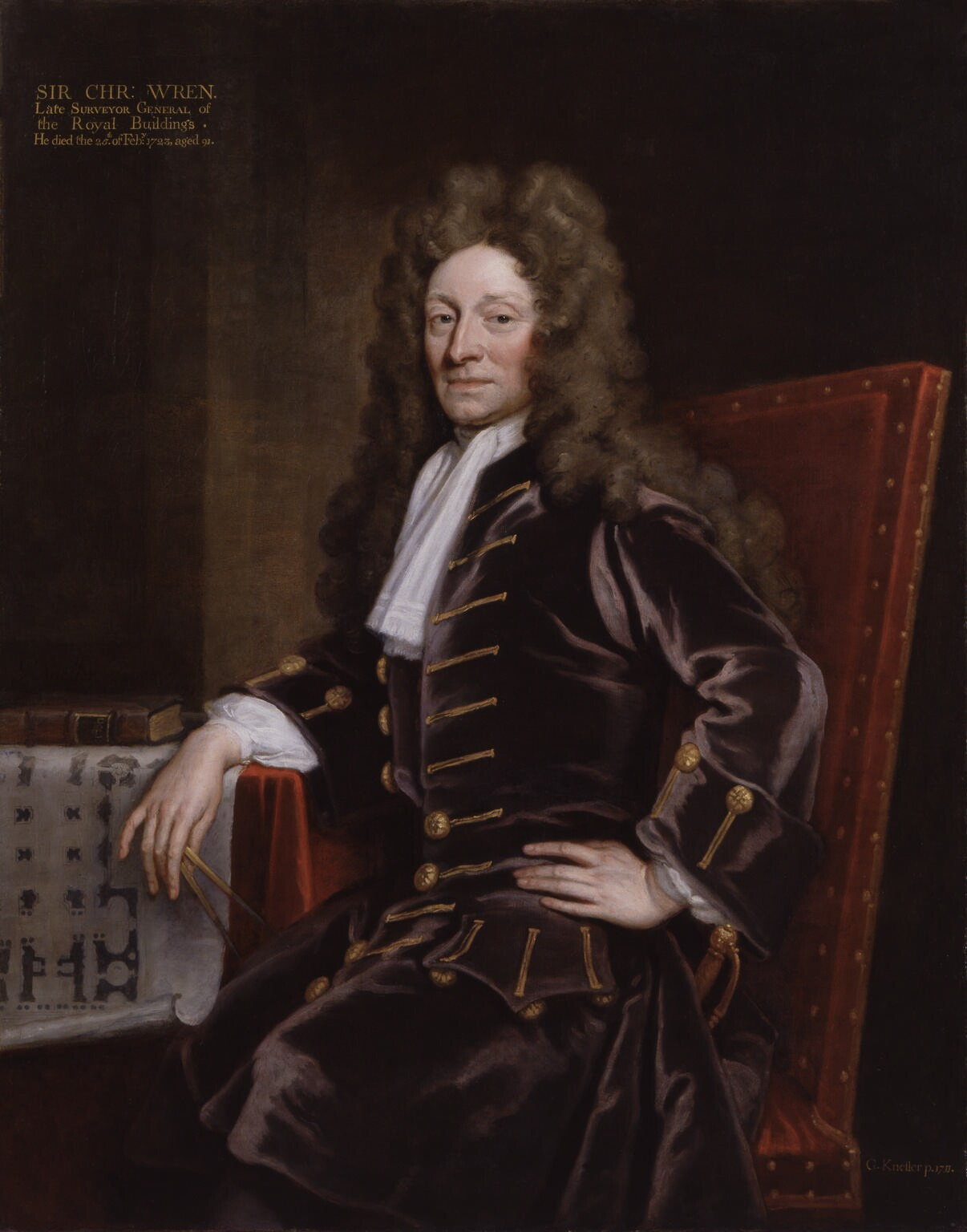
Christopher Wren, britischer Astronom und Architekt
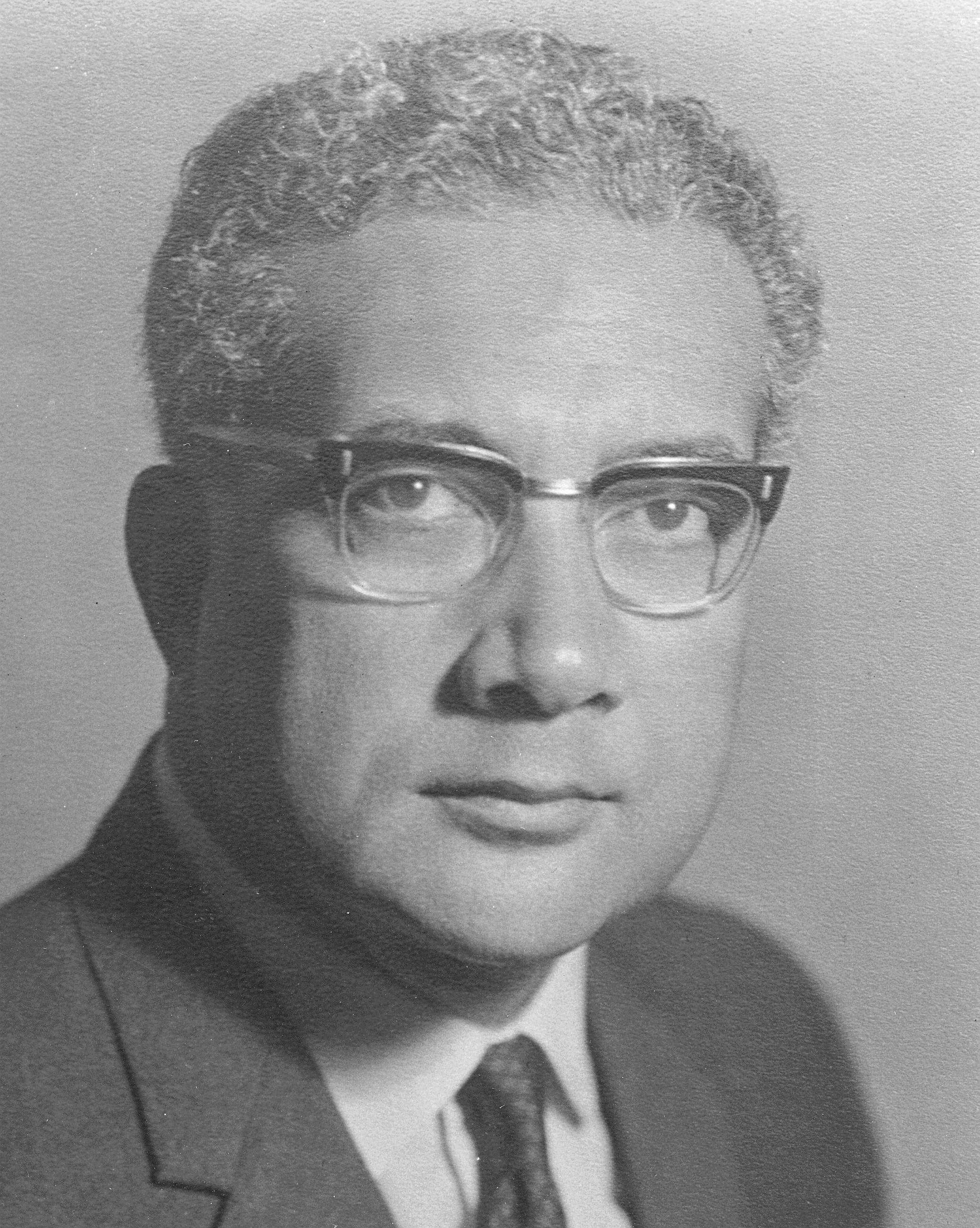
Kamisese Mara, Präsident Fidschis (1993–2000)
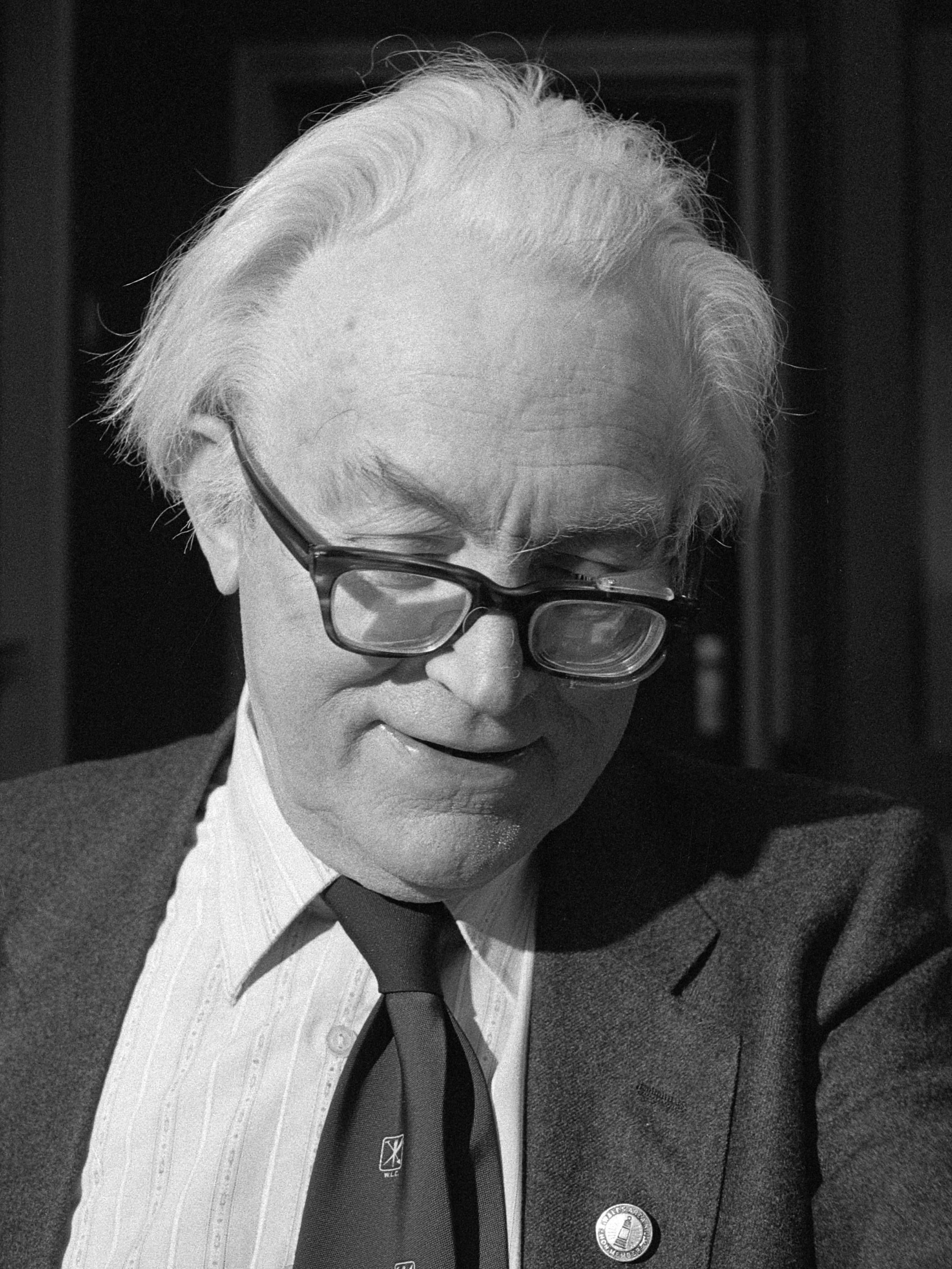
Michael Foot, Vorsitzender der Labour Party (1980–1983)
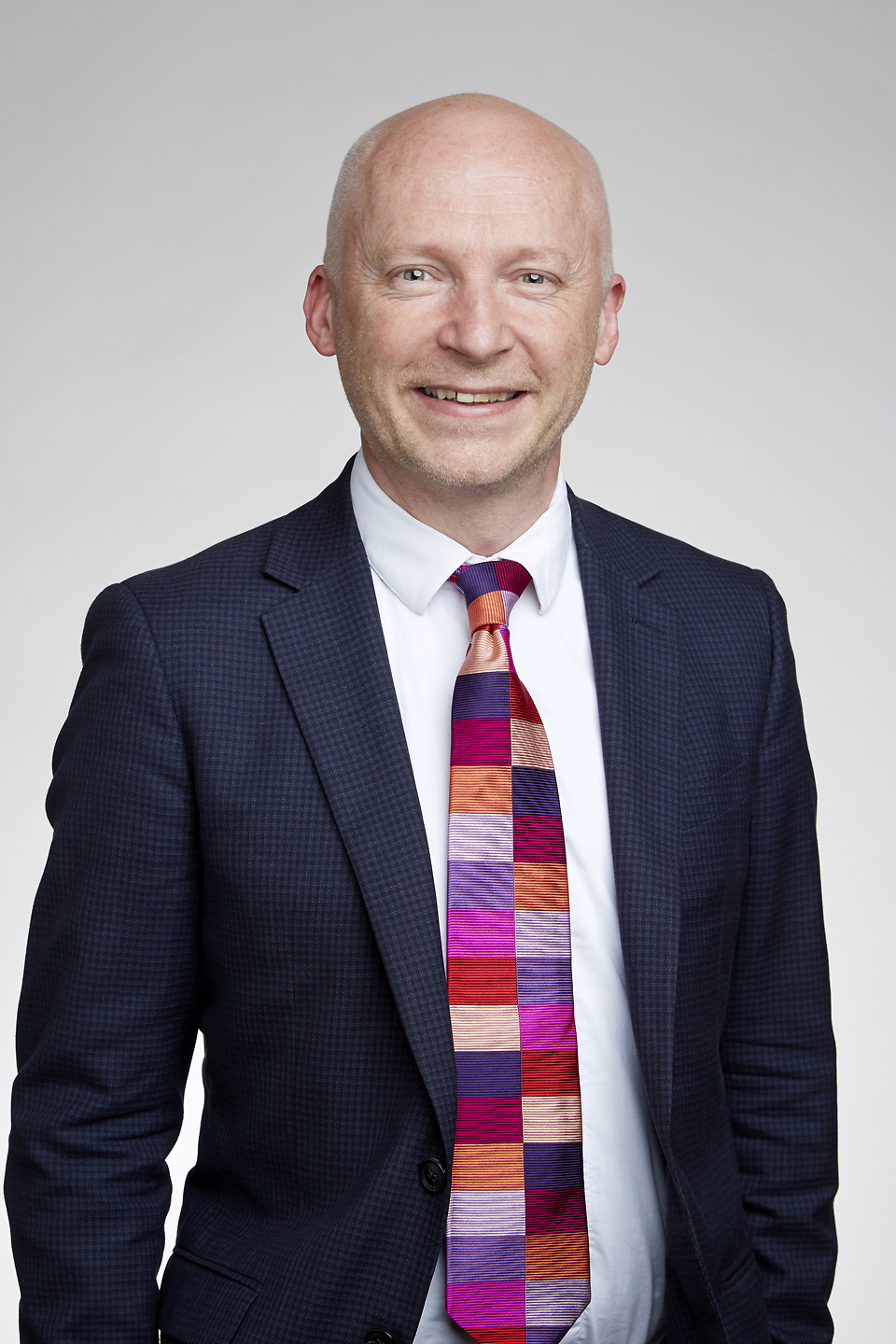
Marcus du Sautoy, britischer Mathematiker und Schriftsteller
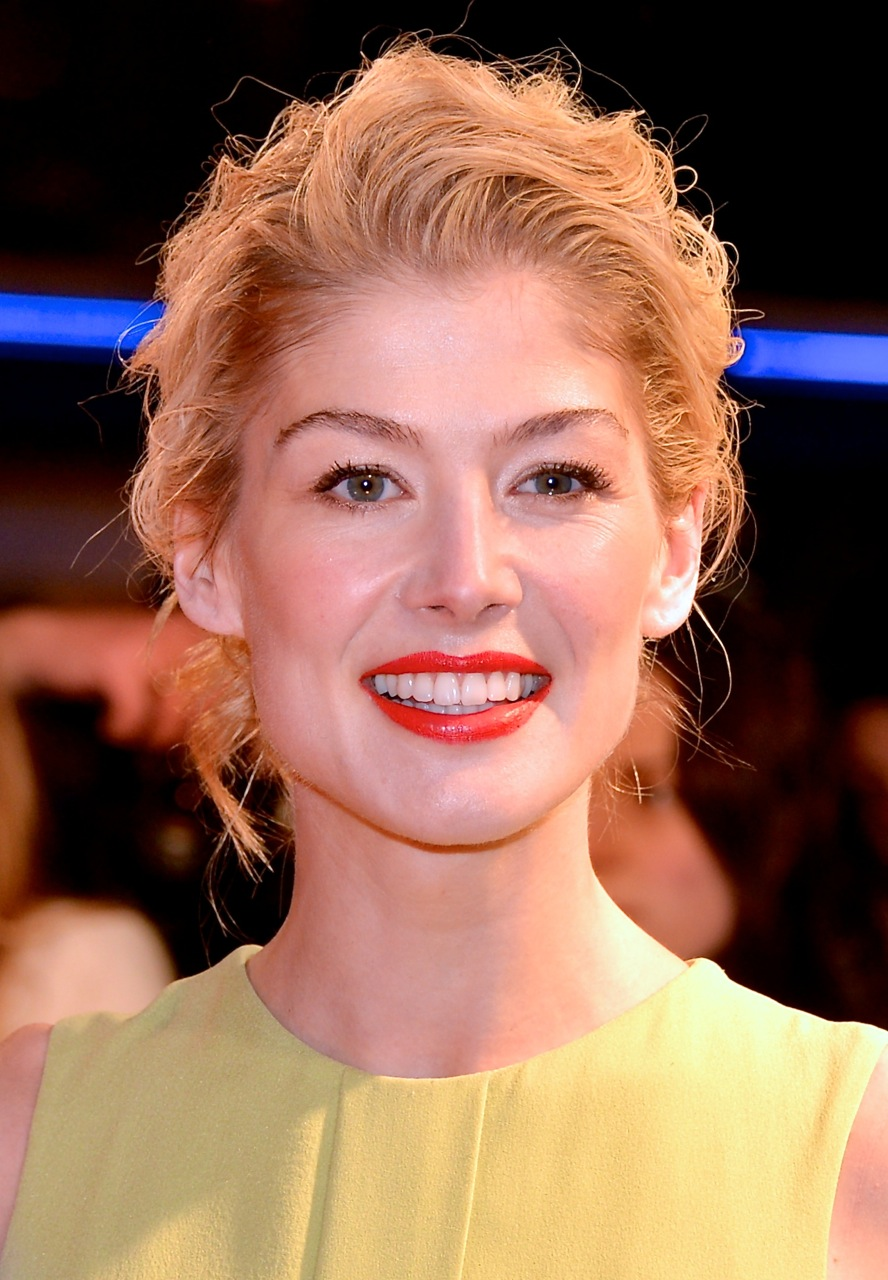
Rosamund Pike, britische Schauspielerin
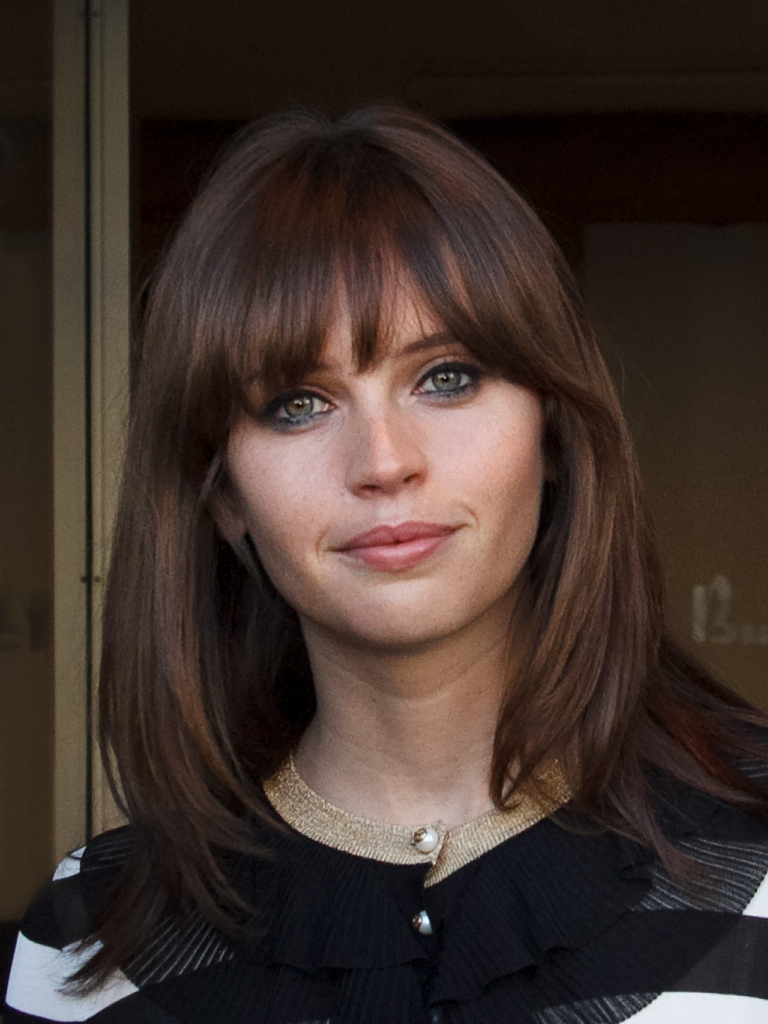
Felicity Jones, britische Schauspielerin

### Wardens und Fellows
Wardens
- Maurice Bowra, Wissenschaftler, von 1938 bis 1970
- Claus Adolf Moser, britischer Wirtschaftswissenschaftler, von 1984 bis 1993
- Robert Thistlethwayte, englischer Kleriker der Church of England, 1723 bis 1739
- John Wilkins, Mitbegründer, Bischof und Gelehrter, von 1648 bis 1659

Fellows
- Alfred Jules Ayer, englischer Philosoph
- Charles Coulson, englischer Chemiker
- Frederick Lindemann, 1. Viscount Cherwell, Winston Churchills wissenschaftlicher Berater im Zweiten Weltkrieg
- John Bryce McLeod, britischer Mathematiker, ab 1960
- Graham Ross, Physiker, ab 1983
- Marcus du Sautoy, Mathematiker